# Columbicella explanata
Columbicella explanata là một loài bọ cánh cứng trong họ Cerambycidae.